# 昴山蹄盖蕨
昴山蹄盖蕨（学名：Athyrium maoshanense），为蹄盖蕨科蹄盖蕨属下的一个植物种。